# Oxford (Alabama)
Oxford es una ciudad ubicada en los condados de Calhoun y Talladega en el estado estadounidense de Alabama. En el año 2000 tenía una población de 14 592 habitantes y una densidad poblacional de 308,9 personas por km².

## Geografía
Oxford se encuentra ubicada en las coordenadas 33°35′49″N 80°50′19″O / 33.59694, -80.83861 (33.597105, -85.838881). Según la Oficina del Censo, la localidad tiene un área total de 47,4 km² (18 mi²), de la cual 47,2 km² (18 mi²) es tierra y 0,2 km² (0 mi²) (0.0%) es agua.

## Demografía
Según la Oficina del Censo en 2000 los ingresos medios por hogar en la localidad eran de $40,397, y los ingresos medios por familia eran $47,891. Los hombres tenían unos ingresos medios de $34,838 frente a los $21,897 para las mujeres. La renta per cápita para la localidad era de $28,923. Alrededor del 13,3% de la población estaban por debajo del umbral de pobreza.